# Rocky Mountain High (album)
Rocky Mountain High è il sesto album in studio del cantautore statunitense John Denver, pubblicato nel settembre del 1972.

## Tracce
Lato A
1. Rocky Mountain High – 4:41 (John Denver, Mike Taylor, Dick Kniss)
2. Mother Nature's Son – 2:26 (John Lennon, Paul McCartney)
3. Paradise – 2:20 (John Prine)
4. For Baby (For Bobby) – 2:58 (John Denver)
5. Darcy Farrow – 4:22 (Steve Gillette, Tom Campbell)
6. Prisoners (Hard Life/Hard Times) – 3:38 (John Denver)

Durata totale: 20:25
Lato B
1. Goodbye Again – 3:36 (John Denver, Mike Taylor, Dick Kniss)
2. Season Suite – 13:13 (John Denver, Mike Taylor, Dick Kniss)

Durata totale: 16:49

## Musicisti
Rocky Mountain High
- John Denver - chitarra a sei corde, voce
- Mike Taylor - chitarra
- Eric Weissberg - chitarra pedal steel
- Dick Kniss - basso
- Gary Chester - percussioni

Mother Nature's Son
- John Denver - chitarra a dodici corde, voce
- Mike Taylor - chitarra
- Frank Owens - pianoforte, arrangiamenti strumenti a corda
- Dick Kniss - basso
- Gary Chester - percussioni

Paradise
- John Denver - chitarra, voce
- Mike Taylor - chitarra
- Paul Prestopino - dobro
- Eric Weissberg - fiddle
- Dick Kniss - basso

For Baby (For Bobbie)
- John Denver - chitarra a dodici corde, voce
- Mike Taylor - chitarra
- Frank Owens - pianoforte
- Dick Kniss - basso
- Gary Chester - percussioni
- Bill Danoff - accompagnamento vocale, coro
- Taffy Nivert - accompagnamento vocale, coro
- Pupils of The Whitby School, Greenwich, Connecticut - accompagnamento vocale, cori

D'Arcy Farrow
- John Denver - chitarra a sei corde, chitarra a dodici corde, voce
- Mike Taylor - chitarra
- Paul Prestopino - mandolino
- Frank Owens - pianoforte
- Dick Kniss - basso

Prisoners (Hard Life/Hard Times)
- John Denver - chitarra, voce
- Mike Taylor - chitarra
- Frank Owens - pianoforte, organo
- Dick Kniss - basso
- Gary Chester - percussioni
- Mike Kobluk - accompagnamento vocale, coro
- Bruce Innes - accompagnamento vocale, coro

Goodbye Again
- John Denver - chitarra a sei corde, chitarra a dodici corde, voce
- Mike Taylor - chitarra
- Frank Owens - pianoforte, arrangiamenti strumenti a corda
- Dick Kniss - basso
- Gary Chester - percussioni
- Martine Habib - accompagnamento vocale, coro

Season Suite
- John Denver - chitarra a sei corde, chitarra a dodici corde, voce
- Mike Taylor - chitarra
- Frank Owens - pianoforte
- Dick Kniss - basso
- Gary Chester - percussioni[1]